# 韦斯特博克综合孔径射电望远镜

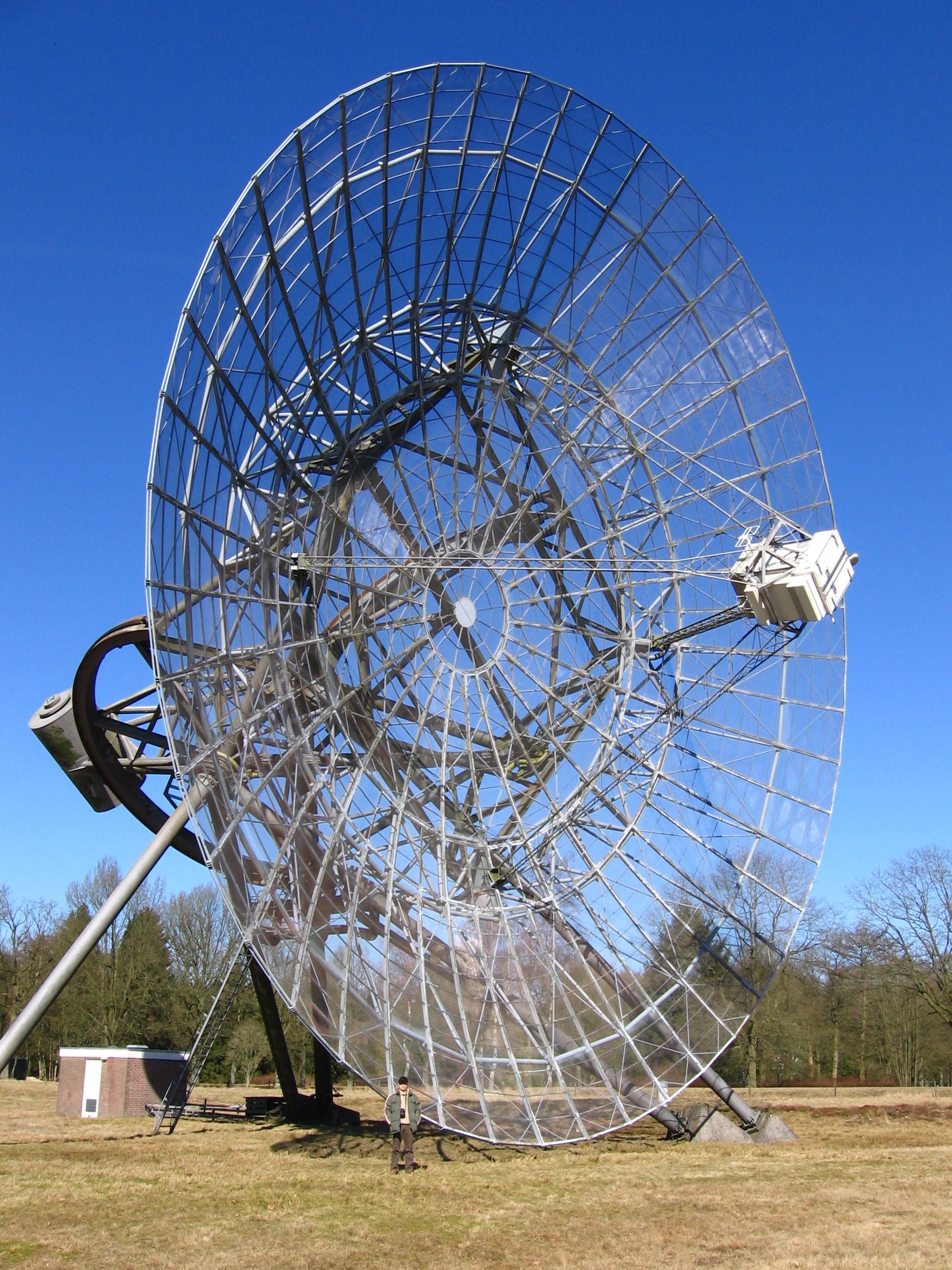
WSRT的单个天线，摄于2006年

韦斯特博克综合孔径射电望远镜（荷蘭語：Westerbork Synthese Radio Telescoop，缩写为WSRT）是一台位于荷兰东北部的霍赫哈伦的射电望远镜，隶属于荷兰射电天文研究所（ASTRON）。